# Hành trình giải cứu tình yêu
Hành trình giải cứu tình yêu (tựa gốc tiếng Anh: The Book of Life) là phim điện ảnh hoạt hình máy tính ca nhạc kỳ ảo của Mỹ năm 2014 do Reel FX Creative Studios sản xuất và 20th Century Fox phân phối. Phim do Jorge R. Gutierrez làm đạo diễn kiêm nhà đồng viết kịch bản, còn các nhà sản xuất phim gồm Aaron Berger, Brad Booker, Guillermo del Toro và Carina Schulze. Phim có sự tham gia lồng tiếng của Diego Luna, Zoe Saldana, Channing Tatum, Christina Applegate, Ice Cube, Ron Perlman và Kate del Castillo. Dựa trên ý tưởng gốc của Gutierrez, cốt truyện phim xoay quanh Manolo Sanchez, rồi một ngày anh bị rắn cắn. Manlo đã bắt đầu một chuyến phiêu lưu ở thế giới bên kia vào ngày lễ người chết để làm thỏa mãn sự mong đợi của gia đình và bạn bè anh. Và sau đó anh trở lại Trái Đất. Tác phẩm đã giành một đề cử Quả cầu vàng cho phim hoạt hình hay nhất.